# Liga Premier de Ucrania 2010-11
La temporada 2010-11 de la Liga Premier de Ucrania fue la 20.ª edición desde su creación y la tercera desde su reorganización. Shajtar Donetsk era el defensor del título, después de haber ganado su quinto título de liga la temporada pasada. Un total de dieciséis equipos participaron en la competición, catorce de ellos disputaron la temporada 2009/10, mientras que los dos restantes fueron promovidos desde la Persha Liha. 
El torneo comenzó el 9 de julio de 2010 con cuatro partidos. Después de la 19.ª fecha, la competición tuvo un receso invernal y se reanudó el 3 de marzo de 2011.
El 6 de mayo de 2011, Shajtar Donetsk revalidó su título con una victoria por 2-0 sobre su rival Metalurg Donetsk en el derbi de Donetsk.
Los 5 mejores equipos eran exactamente los mismos que la temporada anterior.

## Tabla de posiciones
| Pos | Equipo                | PJ | PG | PE | PP | GF | GC | Dif | Pts |
| --- | --------------------- | -- | -- | -- | -- | -- | -- | --- | --- |
| 1.  | Shajtar Donetsk       | 30 | 23 | 3  | 4  | 53 | 16 | +37 | 72  |
| 2.  | Dinamo Kiev           | 30 | 20 | 5  | 5  | 60 | 24 | +36 | 65  |
| 3.  | Metalist Járkov       | 30 | 18 | 6  | 6  | 58 | 26 | +32 | 60  |
| 4.  | Dnipro Dnipropetrovsk | 30 | 16 | 9  | 5  | 46 | 20 | +26 | 57  |
| 5.  | Karpaty Lviv          | 30 | 13 | 9  | 8  | 41 | 34 | +7  | 48  |
| 6.  | Vorskla Poltava       | 30 | 10 | 9  | 11 | 37 | 32 | +5  | 39  |
| 7.  | Tavriya Simferopol    | 30 | 10 | 9  | 11 | 44 | 46 | −2  | 39  |
| 8.  | Metalurg Donetsk      | 30 | 11 | 5  | 14 | 36 | 45 | −9  | 38  |
| 9.  | Arsenal Kiev          | 30 | 10 | 7  | 13 | 36 | 38 | −2  | 37  |
| 10. | Obolón Kiev           | 30 | 9  | 7  | 14 | 26 | 38 | −12 | 34  |
| 11. | Volyn Lutsk           | 30 | 9  | 7  | 14 | 27 | 49 | −22 | 34  |
| 12. | Zarya Lugansk         | 30 | 7  | 9  | 14 | 28 | 40 | −12 | 30  |
| 13. | Kryvbas Kryvyi Rih    | 30 | 6  | 11 | 13 | 27 | 45 | −18 | 29  |
| 14. | Illichivets Mariupol  | 30 | 7  | 8  | 15 | 45 | 67 | −22 | 29  |
| 15. | Sevastopol            | 30 | 7  | 6  | 17 | 26 | 48 | −22 | 27  |
| 16. | Metalurg Zaporizhia   | 30 | 6  | 6  | 18 | 18 | 40 | −22 | 24  |

|  | Fase de grupos de la Liga de Campeones             |
|  | Tercera ronda previa de la Liga de Campeones       |
|  | Ronda play-off de la Liga Europea de la UEFA       |
|  | Tercera ronda previa de la Liga Europea de la UEFA |
|  | Segunda ronda previa de la Liga Europea de la UEFA |
|  | Descenso a la Persha Liha                          |

## Goleadores
| # | Jugador               | Goles | Equipo                |
| - | --------------------- | ----- | --------------------- |
| 1 | Yevhen Selezniov      | 17    | Dnipro Dnipropetrovsk |
| 2 | Marko Dević           | 14    | Metalist Járkov       |
| 3 | Lucky Idahor          | 13    | Tavriya Simferopol    |
| 4 | Denís Oléinik         | 12    | Metalist Járkov       |
| 5 | Andriy Yarmolenko     | 11    | Dinamo Kiev           |
| 6 | Oleksiy Antónov       | 10    | Illichivets Mariupol  |
| 6 | Vasili Sachkó         | 10    | Vorskla Poltava       |
| 6 | Luiz Adriano          | 10    | Shajtar Donetsk       |
| 6 | Andriy Shevchenko     | 10    | Dinamo Kiev           |
| 6 | Konstantín Yaroshenko | 10    | Illichivets Mariupol  |